# It's Never Been Like That
Albums de Phoenix
Live! Thirty Days Ago
(2004) Wolfgang Amadeus Phoenix
(2009)
Singles
1. Long Distance Call
2. Consolation Prizes

It's Never Been Like That est le troisième album studio du groupe français Phoenix. Deux singles ont été extraits : Long Distance Call et Consolation Prizes. Il a été nommé au Prix Constantin 2006.

## Titres de l'album
Toutes les chansons sont écrites et composées par Phoenix.
| No  | Titre                 | Durée |
| --- | --------------------- | ----- |
| 1.  | Napoleon Says         | 3:13  |
| 2.  | Consolation Prizes    | 3:16  |
| 3.  | Rally                 | 3:17  |
| 4.  | Long Distance Call    | 3:04  |
| 5.  | One Time Too Many     | 3:40  |
| 6.  | Lost and Found        | 2:56  |
| 7.  | Courtesy Laughs       | 3:14  |
| 8.  | North                 | 5:01  |
| 9.  | Sometimes in the Fall | 5:49  |
| 10. | Second to None        | 3:25  |

## Musiciens additionnels
- Thomas Hedlund - batterie sur tous les titres sauf Rally
- Sebastian Schmidt - batterie sur Rally
- Prince Amethyste - percussions sur Courtesy Laughs

## Sources et références
1. ↑  Allmusic.com : critique It's Never Been Like That.
2. ↑  Music Story : critique It's Never Been Like That.